# Mark Monmonier
Mark Stephen Monmonier (nascido em 2 de fevereiro de 1943) é um ilustre professor de Geografia na Maxwell School da Syracuse University . Ele é especialista em toponímia, geografia e sistemas de informações geográficas . Suas obras escritas mais populares mostram uma combinação de estudo sério e senso de humor. A maior parte de seu trabalho é publicada pela University of Chicago Press. Ele apareceu em programas de entrevistas da National Public Radio .
Por exemplo, em seu trabalho, De Squaw Tit a Whorehouse Meadow: como os mapas nomeiam, reivindicam e inflamam, Monmonier discute tópicos como:
- a propensão dos conquistadores a renomear lugares amigavelmente após um novo regime .
- a tensão entre nomes de lugares atribuídos pelo Conselho Federal de Nomes Geográficos e agências governamentais estaduais e locais.
- os efeitos do politicamente correto e do racismo nos nomes dos lugares.

Em Como mentir com os mapas, Monmonier nos dá uma visão diferente dos mapas: projeções diferentes dão impressões muito diferentes dos mesmos "fatos" ou terreno.

## Lista parcial de títulos pelo autor
- Air apparent: how meteorologists learned to map, predict, and dramatize weather, (Chicago: University of Chicago Press, c1999.) ISBN 0-226-53422-7
- Bushmanders & bullwinkles: how politicians manipulate electronic maps and census data to win elections,  (Chicago: University of Chicago Press, c2001). ISBN 0-226-53424-3ISBN 0-226-53424-3
- Cartographies of danger: mapping hazards in America, (Chicago: University of Chicago Press, 1997.) ISBN 0-226-53419-7 (pbk.)
- Coast Lines: How Mapmakers Frame the World and Chart Environmental Change (Chicago: University of Chicago Press, 2008.) ISBN 0-226-53403-0
- Computer-assisted cartography : principles and prospects, (Englewood Cliffs, N.J.: Prentice-Hall, c1982.) ISBN 0-13-165308-3
- Drawing the line: tales of maps and cartocontroversy, 1st ed., (New York: H. Holt, 1995.) ISBN 0-8050-2581-2
- From Squaw Tit to Whorehouse Meadow: how maps name, claim, and inflame, (Chicago: University of Chicago Press, 2006.) ISBN 0-226-53465-0
- GIPSY: a geographic incremental plotting system by Mark Stephen Monmonier, (University Park, Pennsylvania: Dept. of Geography, Pennsylvania State University, 1969.)
- How to lie with maps, 3rd ed., (Chicago : University of Chicago Press, 2018.) ISBN 978-0-226-43592-3
- Mark Monmonier and George A. Schnell, Map appreciation, (Englewood Cliffs, N.J.: Prentice-Hall, c1988.) ISBN 0-13-556052-7
- Mapping it out: expository cartography for the humanities and social sciences, (Chicago: University of Chicago Press, 1993.) ISBN 0-226-53417-0 (paper)
- Maps, distortion, and meaning, (Washington: Association of American Geographers, c1977.) ISBN 0-89291-120-4
- Maps with the news: the development of American journalistic cartography, (Chicago : University of Chicago Press, 1989.) ISBN 0-226-53413-8 (1999 pbk.)
- No Dig, No Fly, No Go: How Maps Restrict and Control, (Chicago : University of Chicago Press, 2010.) ISBN 978-0-226-53467-1
- Rhumb lines and map wars: a social history of the Mercator projection, (Chicago: University of Chicago Press, c2004.) ISBN 0-226-53431-6
- Technological transition in cartography, (Madison, Wis.: University of Wisconsin Press, 1985.) ISBN 0-299-10070-7